# Pierścień zbiorów
Pierścień zbiorów – niepusta rodzina zbiorów zamknięta ze względu na przecięcia i różnicę symetryczną, tzn. jeżeli dla dowolnego {\displaystyle A,B\in {\mathcal {R}}} zachodzi
- {\displaystyle A\cap B\in {\mathcal {R}},}
- {\displaystyle A\triangle B\in {\mathcal {R}},}

gdzie {\displaystyle \triangle } oznacza różnicę symetryczną, tj.
{\displaystyle A\triangle B=(A\setminus B)\cup (B\setminus A).}
Równoważnie można wymagać, aby z każdymi dwoma zbiorami {\displaystyle A,B} należącymi do pierścienia należały także do niego zbiory {\displaystyle A\cup B} oraz {\displaystyle A\setminus B.}

## Własności
Pierścień zbiorów jest pierścieniem w algebraicznym tego słowa znaczeniu (możliwe, że bez jedynki). Przekrój jest rozdzielny względem różnicy symetrycznej:
{\displaystyle A\cap (B\triangle C)=(A\cap B)\triangle (A\cap C)}
Zbiór pusty jest elementem neutralnym {\displaystyle \triangle ,} a suma wszystkich zbiorów, o ile należy do pierścienia, jest elementem neutralnym {\displaystyle \cap ,} co czyni z {\displaystyle {\mathcal {R}}} pierścień z jedynką.
Dla danego zbioru {\displaystyle X} jego zbiór potęgowy tworzy dyskretny pierścień zbiorów, zaś zbiór {\displaystyle \{\varnothing ,X\}} określa antydyskretny pierścień zbiorów. Dowolne ciało zbiorów, a zatem dowolna σ-algebra jest również pierścieniem zbiorów.